# Streptomyces avermitilis
Streptomyces avermitilis es una especie de bacteria del género Streptomyces.
El genoma completo de S. avermitilis se completó en 2003. Este genoma forma un cromosoma con una estructura linear al contrario que la mayoría de los genomas de las bacterias que tienen una estructura circular.
A partir de S. avermitilis se producen avermectinas, siendo las más utilizadas la ivermectina (antiparasitario) y la abamectina (un insecticida, acaricida y antihelmíntico ampliamente utilizado en agricultura y veterinaria).